# Micropentila ugandae
Micropentila ugandae är en fjärilsart som beskrevs av Hawker-smith 1933. Micropentila ugandae ingår i släktet Micropentila och familjen juvelvingar. IUCN kategoriserar arten globalt som livskraftig. Inga underarter finns listade i Catalogue of Life.